# 페르세우스자리 GK
페르세우스자리 GK 또는 1901년 페르세우스자리 신성은 1901년 발생했던 밝은 신성이다. 최대 밝기는 0.2 등급을 기록했으며 이 밝기는 현대 천문현상 중 1918년 독수리자리 신성이 발생하기 전까지 가장 밝은 것이었다. 20세기 초 12~13등급 근처를 오가는 어두운 천체였으나 간헐적으로 폭발하면서 밝기가 2~3등급 올라갔다.(이는 평상시에 비해 7~15배 밝아지는 것임) 1980년 이후 폭발은 보다 규칙적으로 일어났으며 발생 간격은 대략 3년에 한 번, 발생 기간은 2개월 정도이다. 따라서 페르세우스자리 GK는 1918년 독수리자리 신성과 같은 전형적인 신성으로부터 왜성형 신성 성질을 지닌 격변 변광성으로 바뀌어 온 것으로 볼 수 있다.
신성 잔해인 불꽃놀이 성운이 페르세우스자리 GK를 둘러싸고 있다. 이 구조는 1902년 발견되었으며 초당 1200 킬로미터의 초고속으로 가스와 먼지 거품으로 이루어진 구름형태를 만들면서 우주공간으로 퍼져나가고 있다.